# 사탄의 인형 (2019년 영화)
《사탄의 인형》(영어: Child's Play)은 미국에서 제작된 라르스 클레브베르그 감독의 2019년 공포 영화이다. 1988년에 개봉한 동명 영화의 리메이크이자 사탄의 인형 영화 시리즈 리부트작이다. 오브리 플라자, 브라이언 타이리 헨리, 마크 해밀 등이 출연하였다.
이 영화는 오리온 픽처스를 통해 2019년 6월 21일 미국에서 개봉되었다. 대한민국에서는 2019년 6월 20일에 개봉되었다.

## 출연진
- 오브리 플라자 - 캐런 바클리 역
- 게이브리얼 베이트먼 - 앤디 바클리 역
- 브라이언 타이리 헨리 - 마이크 노리스 형사 역
- 마크 해밀 - 처키 목소리 역
- 팀 매서슨 - 헨리 캐즐런 역
- 비어트리스 킷소스 - 팰린 역
- 데이비드 루이스 - 셰인 역
- 칼리스 버크 - 도린 노리스 역